# David Mayer de Rothschild
David Mayer de Rothschild (Londres, 25 de agosto de 1978) é um aventureiro, explorador, empreendedor social, ecologista, ambientalista, ativista e filantropo britânico, além de membro da proeminente família Rothschild de banqueiros. e chefe da Sculpt the Future Foundation, uma instituição de caridade que apóia inovações e criatividade em esforços de impacto social e ambiental.

## Juventude
Ele é um membro da família Rothschild, o mais novo dos três filhos de Victoria Lou Schott e Sir Evelyn de Rothschild. Seu nome do meio "Mayer" é derivado do nome do fundador do império bancário da família Rothschild, Mayer Amschel Rothschild. O mais jovem herdeiro da fortuna bancária de sua família, de Rothschild nasceu em 1978 em Londres, Inglaterra. Sua mãe era americana, filha de Marcia Lou (nascida Whitney) e do incorporador Lewis M. Schott. Ele é o irmão mais novo de Anthony de Rothschild e Jessica de Rothschild. Quando adolescente, de Rothschild foi um dos melhores saltadores de cavalos da equipe júnior de eventos da Grã-Bretanha. Mais tarde, ele desistiu do esporte para prosseguir seus estudos, afirmando em uma entrevista para a The New Yorker "Eu percebi que a vida era mais do que passar horas e horas e horas a cavalo."
Ele também foi para a escola doméstica Millbrook em Milton Oxfordshire. Depois de deixar a Harrow School em 1996, ele estudou em Oxford Brookes recebendo um B.Sc (Hons) 2:1 em Ciência Política e Sistemas de Informação. Em 2002, de Rothschild estudou no College of Naturopathic Medicine, em Londres, onde recebeu um Diploma avançado em Medicina Natural. Aos 20 anos, de Rothschild começou seu próprio negócio de marketing musical e o vendeu. Em 2001, ele comprou uma fazenda orgânica de 1.100 acres na Nova Zelândia e foi convidado a participar de uma expedição polar. Essa experiência transformou de Rothschild em um ecoaventureiro empreendedor.

## Exploração

### Expedições polares
Em 2006, de Rothschild passou mais de 100 dias cruzando o Ártico da Rússia ao Canadá, que o viu se tornar uma das 42 pessoas, e o mais jovem britânico, a chegar a ambos os pólos geográficos. Ele já havia se tornado uma das 14 pessoas a atravessar o continente da Antártica e fazia parte de uma equipe que quebrou o recorde mundial de travessia mais rápida da calota de gelo da Groenlândia. Em 2006 ele lançou o site "Mission Control", a fim de apresentar suas expedições e esforços ambientais para crianças e jovens. A jornada pelo Ártico foi a primeira "missão" a ser destacada no site, e a segunda foi planejada para ser uma jornada pela Amazônia ou do Lago Baical até o Deserto de Gobi.
Suas expedições também levaram à fundação da organização Adventure Ecology. Ele serve como uma comunidade e rede para a discussão das mudanças climáticas e problemas associados.

### Plastiki

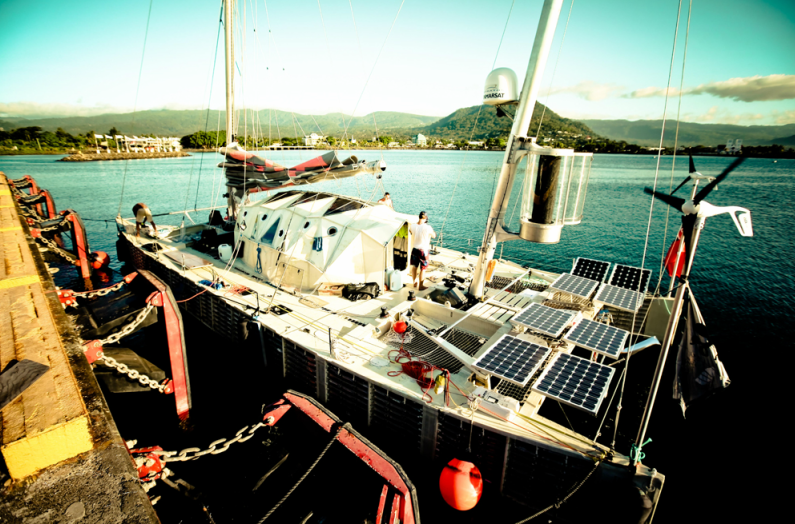
O Plastiki antes de sua viagem inaugural..

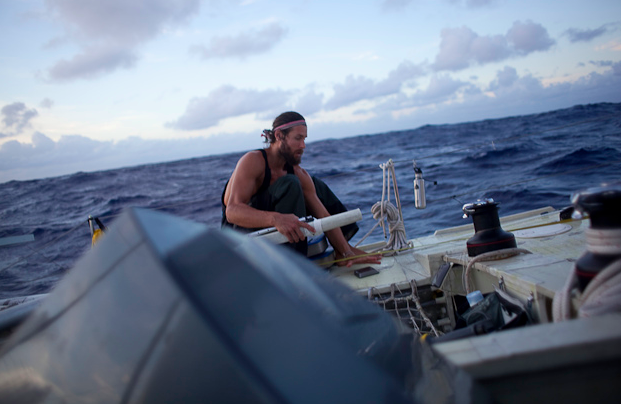
David de Rothschild no Plastiki.

No final dos anos 2000, de Rothschild desenvolveu uma missão para aumentar a conscientização sobre o Pacific Garbage Patch, no qual ele inventou uma nova forma de navio sustentável em um laboratório no Pier 31 em San Francisco, chamado Plastiki. Em março de 2010, de Rothschild lançou o barco, um catamarã de 60 pés (18 m) construído a partir de aproximadamente 12.500 garrafas de plástico recicladas e uma tecnologia reciclável exclusiva chamada Seretex. O Seretex, desenvolvido por de Rothschild e sua equipe, pretendia reutilizar PET de uma maneira inovadora, encontrando novos usos para um produto residual. O Plastiki e sua tripulação navegaram mais de 8.000 milhas náuticas (15.000 km; 9.200 milhas) através do Oceano Pacífico de São Francisco a Sydney. Na noite anterior ao início da viagem, de Rothschild e seu capitão Jo Royle foram entrevistados na CNN, citando Mark Twain quando questionado sobre como ele se sentia em relação à viagem.
O Plastiki concluiu com sucesso sua jornada para Sydney em 26 de julho de 2010. Junto com o Plastiki de Rothschild lançou uma plataforma para interação da comunidade e compartilhamento de histórias chamada "Myoo" (o nome vem da pronúncia de "comunidade"). O Plastiki foi nomeado uma das cinquenta melhores invenções de 2010 pela revista Time. O Plastiki tem o nome do Kon-Tiki, uma jangada usada pelo explorador do Pacífico Thor Heyerdahl.
A construção do navio é notável não apenas pelo uso de garrafas de plástico recicladas como material de construção primário, mas também pelo uso de materiais reciclados e ecologicamente corretos . Em abril de 2010, Mayer disse ao Good Morning America: "Cada parte do barco, até a cola que usamos para grudar o barco, é uma cola que fizemos e tivemos que projetar especificamente para este projeto. É feita de castanha de caju e açúcar ... todas as partes do barco - desde o interior com materiais reciclados, tecido recuperado, tudo está tentando fazer o nosso melhor e mostrando que há uma série de soluções por aí." Em 2009, John Colapinto do The New Yorker escreveu sobre o Plastiki, comparando seu criador, de Rothschild, a aventureiros como Sir Richard Francis Burton e Sebastian Snow.

### Expedições ARTiculate
Como parte da série ARTiculate da Adventure Ecology, de Rothschild liderou uma expedição de campo ao Equador em 2007. O grupo passou um tempo na floresta tropical equatoriana, documentando os danos que as companhias internacionais de petróleo causaram ao perfurar as vastas reservas de petróleo. Em novembro de 2011, de Rothschild e uma pequena equipe montaram uma expedição à floresta amazônica do Brasil como parte da série ARTiculate, com o objetivo de melhor compreender e divulgar os efeitos do polêmico projeto da barragem de Belo Monte. Esta expedição foi complementada por artigos no Myoo.com e culminou em um projeto de arte desenvolvido com crianças locais. Quando questionada pela repórter Caty Enders da revista Outside sobre se uma expedição poderia fazer a diferença em uma questão urgente como a barragem de Belo Monte de Rothschild, respondeu que "seria ingênuo pensar que essa mini aventura artística na Amazônia vai mudar o que tem acontecido nos últimos 36 anos. Mas quando você vê alguém na estrada e ele está morrendo, você continua andando e diz: Oh, ele morrerá em breve? Essa é a realidade quando você embarca em uma aventura assim, você pode nunca saber o verdadeiro resultado até muitos anos depois".

## Organizações
O conceito Myoo se desenvolveu na Myoo Agency, fundada por de Rothschild como uma agência de marketing que trabalha com empresas que buscam criar práticas sustentáveis. O desenvolvimento do Plastiki foi feito sob o nome da empresa Smarter Plan, que continua a desenvolver soluções adicionais para adaptar resíduos em objetos e dispositivos úteis. Myoo acabou sendo renomeada como agência World-Exposure, refletindo sua nova parceria com a agência de marketing Exposure. Ela realiza a tarefa de apresentar às empresas práticas sustentáveis e promover estratégias de comunicação envolvendo meios sustentáveis e traçando perfis de empresas sustentáveis. Um precursor de Myoo foi a organização anterior de Rothschild, Adventure Ecology, cuja missão foi absorvida pela World-Exposure.
Rothschild também é o fundador da fundação ambientalista Sculpt the Future. Sculpt the Future tomou a iniciativa de difundir a educação ambiental através do uso da ecologia de aventura e outros métodos de alto perfil. De acordo com o The Today Show, a fundação "incentiva as pessoas a encontrar novas maneiras de mudar e melhorar suas comunidades e meio ambiente". Rothschild também fundou a Mpact, que se concentra em ensinar corporações e organizações sobre como acessar os mais zelosos colaboradores e voluntários da comunidade, e como fornecer-lhes as ferramentas de que precisam para ter sucesso em seu nome.

## Mídia

### Trabalho escrito
Em 2007, de Rothschild escreveu The Live Earth Global Warming Survival Handbook: 77 Essential Skills to Stop Climate Change — Or Live Through It' ( ISBN  978-1-59486-781-1 ), com posfácio de Kevin Wall, que foi o livro oficial que acompanha a série de concertos Live Earth. Em 2008, ele foi o Editor Consultor de Earth Matters: An Encyclopedia of Ecology, escreveu uma história em quadrinhos de ação, The Boy, The Girl, The Tree com o artista Simon Harrison e escreveu o prefácio de True Green Kids: 100 Things You Can Do to Save the Planet. Em 2008, ao lado de outros, incluindo Zac Goldsmith ,consultor ambiental de David Cameron, de Rothschild ajudou a escrever o comentário para o livro Antarctica - The Global Warning. De Rothschild é um colaborador do Huffington Post, comentando sobre questões ambientais. No início de 2010, ele também registrou a frase Equation For Curiosity.

### Audiovisual
Em 2012, de Rothschild desenvolveu Eco Trip: The Real Cost of Living, uma série de oito partes sobre os métodos de produção por trás dos utensílios domésticos e o impacto que seu uso tem no meio ambiente. Cada episódio cobre todo o ciclo de vida dos produtos.

## Negócios
Em 2016, de Rothschild lançou uma marca de estilo de vida voltada para a ecologia, Lost Explorer.

## Reconhecimento
David de Rothschild foi premiado com o prêmio de "Explorador Emergente" pela National Geographic, nomeado um "embaixador internacional" pela ONG Clean Up the World e nomeado como um "Jovem Líder Global" pelo Fórum Econômico Mundial. Em 2007, de Rothschild foi nomeado um dos homens do ano pela revista GQ, sendo o único indivíduo nomeado para a categoria ambientalista. No ano seguinte, devido aos seus esforços em envolver os jovens nas questões ambientais, ele foi o vencedor de 2008 do Kids Choice Awards UK "Greenie Award". Em 2009, Rothschild foi nomeado pelo Programa das Nações Unidas para o Meio Ambiente como "Herói do Clima". Em 2011, de Rothschild atuou no painel de jurados do International Green Awards, bem como do Climate Week Awards. Em 2011, ele também recebeu o Prêmio Honorário do Prêmio Alemão de Sustentabilidade.